# 안드레이 얨새
안드레이 얨새(에스토니아어: Andrei Jämsä, 1982년 2월 14일~)는 에스토니아의 조정 선수이다. 그는 올림픽에 4회 연속으로 참가했으며  2016년 하계 올림픽에서 남자 쿼드러플 스컬 종목 동메달을 획득했다. 또한 세계 선수권 대회에서 동메달 3개를 획득했다.

## 경력
얨새는 1982년 패르누에서 태어났다.
2002년에 에스토니아 주니어 조정 국가대표 선수가 되었고 같은 해 7월에 이탈리아 제노바에서 열린 U-23 세계 선수권 대회에 참가하면서 국제 대회 데뷔 경기를 가졌다. 그는 이고르 쿠스민과 함께 더블 스컬에서 7위에 올랐다. 2003년에는 세르비아 몬테네그로의 베오그라드에서 열린 U-23 세계 선수권 대회에 참가하여 올레그 비노그라도브와 함께 더블 스컬 4위에 올랐다.